# 버니니
버니니(영어: bernini)는 남아프리카 공화국에서 자란 머스캣 포도로 만든 발포성 포도주이다.